# Vallée du Carei - collines de Castillon
Vallée du Carei - collines de Castillon este o arie protejată (sit de importanță comunitară — SCI) din Franța întinsă pe o suprafață de 4.816 ha, integral pe uscat.

## Localizare
Centrul sitului Vallée du Carei - collines de Castillon este situat la coordonatele 43°49′53″N 7°28′06″E / 43.83139°N 7.46833°E.

## Înființare
Situl Vallée du Carei - collines de Castillon a fost declarat arie specială de conservare în baza directivei 92/43 din 1992 referitoare la conservarea habitatelor naturale și a faunei și florei sălbatice pentru a proteja 3 specii de plante și 16 specii de animale.

## Biodiversitate
Situată în ecoregiunea mediteraneană, aria protejată conține 18 habitate naturale: Formațiuni stabile xerotermofile de Buxus sempervirens pe pante stâncoase (Berberidion p.p.), Matorral arborescenți cu Juniperus spp., Păduri de Quercus ilex și Quercus rotundifolia, Pajiști uscate seminaturale și facies de acoperire cu tufișuri pe substraturi calcaroase (Festuco-Brometalia) (* situri importante pentru orhidee), Păduri pe pante, grohotișuri și ravene de Tilio-Acerion, Lande oro-mediteraneene cu formațiuni endemice de grozamă, Izvoare petrifiante cu formare de travertin (Cratoneurion), Pajiști carstice calcaroase sau bazofile, de Alysso-Sedion albi, Păduri de Castanea sativa, Tufărișuri termo-mediteraneene și de pre-deșert, Păduri aluvionare cu Alnus glutinosa și Fraxinus excelsior (Alno-Padion, Alnion incanae, Salicion albae), Pajiști umede mediteraneene cu ierburi înalte de Molinio-Holoschoenion, Peșteri inaccesibile publicului, Pseudostepă cu ierburi și specii anuale de Thero-Brachypodietea, Grohotișuri termofile și vest-mediteraneene, Pante stâncoase calcaroase cu vegetație casmofită, Păduri de pin mediteraneene cu pini mezogeni endemici, Galerii de Salix alba și de Populus alba.
La baza desemnării sitului se află mai multe specii protejate:
- plante (3): Acis nicaeensis, Aquilegia bertolonii, Gentiana ligustica
- amfibieni (1): Speleomantes strinatii
- mamifere (6): lupul (Canis lupus), liliac cu aripi lungi (Miniopterus schreibersii), liliac cărămiziu (Myotis emarginatus), liliacul mediteranean cu potcoavă (Rhinolophus euryale), liliacul mare cu potcoavă (Rhinolophus ferrumequinum), liliacul mic cu potcoavă (Rhinolophus hipposideros)
- nevertebrate (6): croitorul mare al stejarului (Cerambyx cerdo), fluturele de noapte (Eriogaster catax), fluturele auriu (Euphydryas aurinia), Euplagia quadripunctaria, Gortyna borelii lunata, rădașcă (Lucanus cervus)
- pești (2): Barbus meridionalis, clean dungat (Telestes souffia)
- reptile (1): Euleptes europaea

Pe lângă speciile protejate, pe teritoriul sitului au mai fost identificate 1 specie de păsări.